# Airbus Group
Airbus SE (fino a dicembre 2013 EADS, acronimo di European Aeronautic Defence and Space Company) è un'azienda di diritto europeo con sede a Leida, nei Paesi Bassi, che opera nel settore aerospaziale e della difesa. Venne creata il 10 luglio 2000 dalla fusione tra la tedesca DaimlerChrysler Aerospace, la francese Aérospatiale-Matra e la spagnola Construcciones Aeronáuticas SA (CASA).
L'azienda sviluppa e commercializza aeromobili civili e militari, sistemi di comunicazione, missili, vettori spaziali, satelliti artificiali e sistemi collegati.

## Storia
All'atto della formazione di EADS, questa era già la seconda azienda aerospaziale mondiale per dimensioni, dopo la Boeing, ed è la seconda azienda europea per produzione di armamenti dopo la BAE Systems. Le attività comprendono sviluppo e vendita di aeroplani civili e militari, missili, vettori spaziali e sistemi collegati.
EADS è uno dei principali costruttori della stazione spaziale internazionale e ha consegnato, in collaborazione con Alenia Spazio, il modulo Columbus nel maggio 2006.

### Timeline post EADS
|                 | 10 luglio 2000                                   | 1º dicembre 2006                                 | 1º aprile 2009                                   | 17 settembre 2010                                | 17 gennaio 2014    | 27 maggio 2015     | 27 maggio 2015 |
|                 | European Aeronautic Defence and Space Company NV | European Aeronautic Defence and Space Company NV | European Aeronautic Defence and Space Company NV | European Aeronautic Defence and Space Company NV | Airbus Group NV    | Airbus Group SE    |                |
|                 | Airbus                                           |                                                  |                                                  |                                                  |                    |                    |                |
| Airbus Military | Airbus Military                                  | Airbus Defence and Space                         | Airbus Defence and Space                         |                                                  |                    |                    |                |
|                 | EADS Defence and Security                        | EADS Defence and Security                        | EADS Defence and Security                        | Cassidian                                        |                    |                    |                |
|                 |                                                  | Airbus Defence and Space                         | Airbus Defence and Space                         | EADS Astrium                                     |                    |                    |                |
|                 | Eurocopter Group                                 | Eurocopter Group                                 | Eurocopter Group                                 | Eurocopter Group                                 | Airbus Helicopters | Airbus Helicopters |                |
|                 |                                                  |                                                  |                                                  |                                                  |                    |                    |                |
|                 |                                                  |                                                  |                                                  |                                                  |                    |                    |                |

## Attività e filiali
██ Airbus (74%)
██ Airbus Defence and Space (17%)
██ Airbus Helicopters (9%)
L'Airbus Group, dal 2 gennaio 2014, è organizzata in 3 divisioni:
- Airbus
- Airbus Defence and Space
- Airbus Helicopters

### Altre unità e holding
- Airbus Group Inc. la società che gestisce le attività in Nord America
- Aerolia 100%
- ATR 50% detenuto da EADS France (in precedenza Aérospatiale)
- EADS EFW (EADS Elbe Flugzeugwerke) 100%
- EADS Sogerma 100% detenuto da EADS France (in precedenza Aérospatiale)
- Premium Aerotec 100%
- Eurofighter
- AirTanker Holdings 40%
- Questo grafico non è disponibile a causa di un problema tecnico.
Si prega di non rimuoverlo.Ripartizione del fatturato per regione nel 2013██ Europa (36%)██ Asia-Pacifico (33%)██ Nord America (15%)██ Medio oriente (9%)██ Africa e America latina (7%) Arianespace
- AviChina 5,03%
- Dassault Aviation 46,32%, detenuto da EADS France (in precedenza Aérospatiale)
- DADC (DADC Luft- und Raumfahrt Beteiligungs AG) 100%, detenuto da EADS Deutschland (in precedenza DASA)
- Dornier Consulting 100%, detenuto da EADS Deutschland (in precedenza DASA)
- EADS PZL “WARSZAWA-OKECIE” S.A. 78,54%
- Helibras 85,66%
- MBDA
- Patria Oyj 26,8%
- DAHER-SOCATA 30%, detenuto da EADS France (in precedenza Aérospatiale)
- Aviospace

## Organizzazione e governance
██ Sogepa (11%)
██ GZBV (11%)
██ Sepi (4,1%)
██ Buy-back (0,1%)
██ Altri (73,8%)

### Azionisti
Al 30 settembre 2019 gli azionisti sono:
- 26,2% New Shareholder Agreement
  - 11,0% SOGEPA (Stato francese)
  - 11,0% GZBV (Stato tedesco/KfW)
  - 4,2% SEPI (Stato spagnolo)
- 73,8% Free Float